# ساندرو پرتینی
ساندرو پرتینی (انگلیسی: Sandro Pertini؛ ۲۵ سپتامبر ۱۸۹۶ – ۲۴ فوریهٔ ۱۹۹۰) یک سیاست‌مدار و روزنامه‌نگار اهل ایتالیا بود. ساندرو پرتینی در ۲۴ فوریه ۱۹۹۰ در سن ۹۳ سالگی درگذشت.